# Eliano Pessa
Eliano Pessa (Portogruaro, 19 settembre 1946 – Foligno, 22 marzo 2020) è stato un fisico italiano, noto soprattutto per le pubblicazioni sulle rete neurale artificiale e sui modelli dell’auto-organizzazione nei Sistemi Complessi.

## Biografia
Nato a Portogruaro si stabilì a Rieti nel 1956, all'età di soli 10 anni, poiché il padre, professor Giuseppe Pessa (1918-2008), aveva ricevuto un incarico in una scuola di questa città. Si laureò in fisica presso l'Università degli Studi dell'Aquila nel 1969 e si perfezionò in astrofisica e fisica teorica presso l'Università degli Studi di Roma "La Sapienza", con tesi sulla teoria di un campo scalare quantizzato in un universo del tipo Bianchi I, avendo come relatore il Prof. Bruno Touschek. Durante la sua carriera ebbe molti incarichi di natura accademica. Dal 1977 al 1983 la facoltà di Magistero dell’università “La Sapienza” di Roma gli conferì l’incarico per l’insegnamento di Istituzioni di Matematica. Dal 1983 al 1987 divenne professore associato di ruolo di Istituzioni di Matematica presso la facoltà di Psicologia della stessa università e poi, sempre presso la stessa facoltà, dal 1987 al 2000 divenne professore associato di Teoria dei Sistemi e Intelligenza Artificiale. Dal 1992 al 2000 fu membro del Comitato Scientifico, Istituto Internazionale di Alti Studi Scientifici “E.R Caianiello”., Vietri sul Mare , Salerno. Dal 2000 divenne professore ordinario di Psicologia Generale, corso di laurea in Psicologia, facoltà di Lettere, all’Università di Pavia. Nel 2000 diventò Membro del consiglio Direttivo dell’Associazione Italiana per la Ricerca sui Sistemi e dal 2002 al 2003 fu docente di “Modelli di Reti Neurali” presso la Scuola Avanzata di Formazione Integrata (SAFI) all’Università di Pavia dove, dal 2006 al 2009, ricoprì la carica di Direttore presso il Centro Interdipartimentale di Scienze Cognitive. Dal 2010 fu docente di Modelli di Elaborazione Cognitiva corso di laurea in Psicologia presso l’università di Pavia e membro del comitato dei referee di varie riviste scientifiche, tra queste «International Journal of General Systems», «International Journal of Theoretical Physics». Nel corso della sua vita è stato insignito di vari premi e fra i tanti ha ricevuto la “Medaglia Majorana” nel 2008 per il lavoro Phase Transitions in Biological Matter” pubblicato su «Electronic Journal of Theoretical Physics» , 2007 , 4 N. 16, pp. 167- 230. La sua attività di ricerca, contenuta in oltre 200 pubblicazioni, riguarda tematiche quali i fondamenti teorici della meccanica quantistica, Le reti neurali, la robotica, l’intelligenza artificiale, gli studi teorici e sperimentali sulla memoria a lungo termine, l’analisi di fattori globali e locali nella percezione visiva, i modelli dei processi attentivi e di categorizzazione, la teoria quantistica dei campi, la computazione quantistica, i Modelli quantistici della memoria, la teoria generale dei sistemi e i modelli dell’auto-organizzazione nei sistemi complessi. Ai suoi innumerevoli studi ha congiunto la passione per le ascese sui monti di diversi continenti, che per anni lo videro parte attiva di un gruppo di alpinisti reatini. Si spegne a Foligno la mattina del 22 marzo 2020 in seguito ad un lungo ricovero durato due anni.

## Opere
- Eliano Pessa, Stabilità e auto-organizzazione. Introduzione alla teoria dei sistemi, Libreria Eredi V. Veschi, Roma, 1985. ISBN 884133567X.
- Eliano Pessa, Maria Pietronilla Penna, La rappresentazione della conoscenza. Introduzione alla psicologia dei processi cognitivi, Armando Editore, Roma, 1994. ISBN 9788871444260
- Eliano Pessa, Maria Pietronilla Penna, Introduzione alla psicologia connessionistica, Di Renzo Editore, Roma, 1998.
- Eliano Pessa, Maria Pietronilla Penna, Manuale di scienza cognitiva. Intelligenza artificiale classica e psicologia cognitiva, Editori Laterza, Roma-Bari, 2006. ISBN 9788842055686
- Eliano Pessa, Gianfranco Minati, Mario R. Abram. Systemics of Incompleteness and Quasi-Systems. Germania, Springer International Publishing, 2019. ISBN 9783030152772